# ピリッポス2世 (マケドニア王)
ピリッポス2世（古代ギリシア語: Φίλιππος Β'、紀元前382年 - 紀元前336年）は、アルゲアス朝マケドニア王国のバシレウスである（在位紀元前359年 - 紀元前336年）。フィリッポス2世とも表記される。アミュンタス3世の子で、アレクサンドロス2世、ペルディッカス3世の弟で、先代の王アミュンタス4世（ペルディッカス3世の子）の叔父である。子としては次代のアレクサンドロス3世とそのまた次の王ピリッポス3世、カラノスらがいる。
ギリシアの弱小国であったマケドニアに国政改革を施し、当時先進国であったギリシア南部の諸ポリスにも張り合える強国に成長させた。カイロネイアの戦いでアテナイ・テーバイ連合軍を破り、コリントス同盟の盟主となってギリシアの覇権を握った。

## 生涯

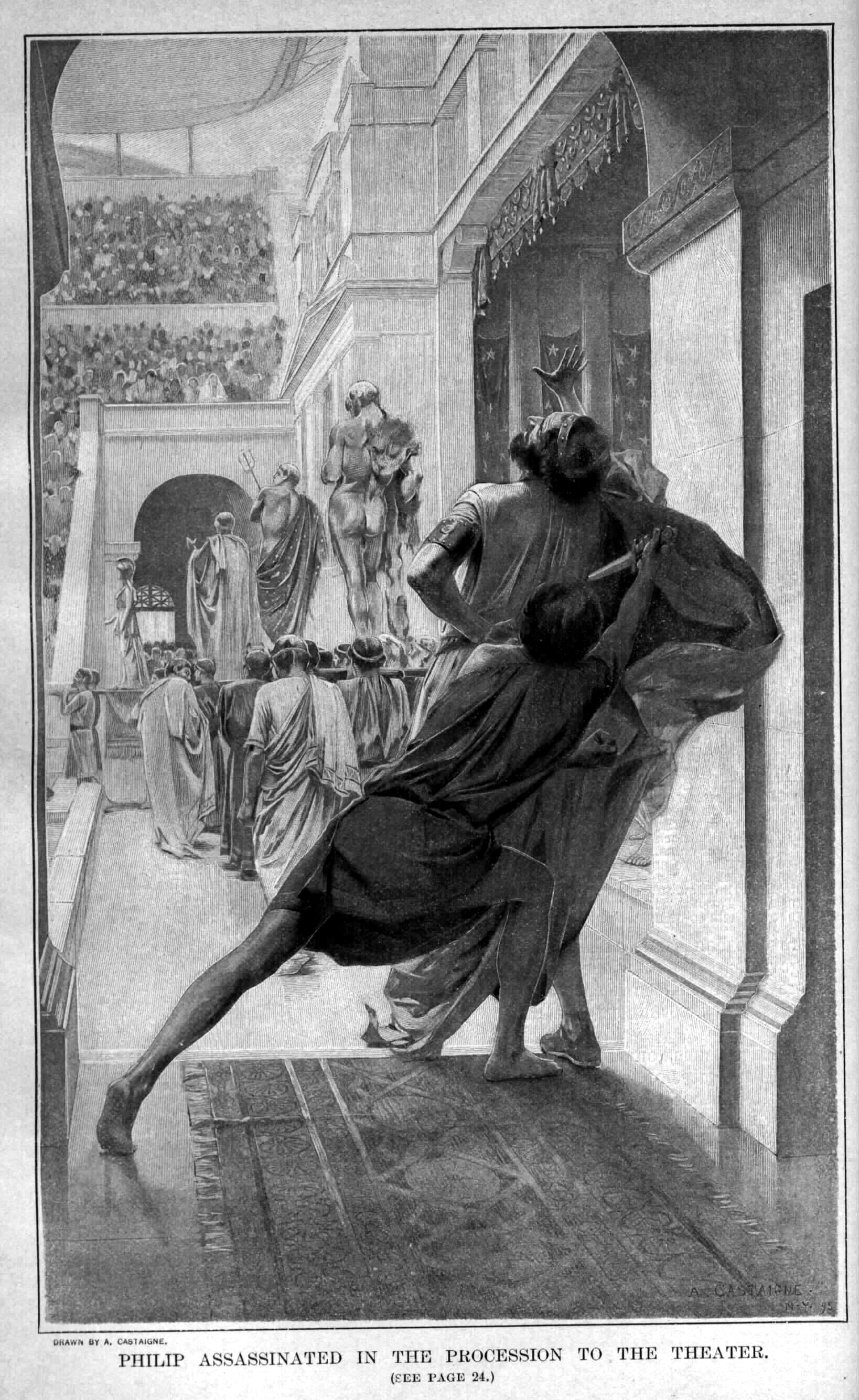
ピリッポスの暗殺

アミュンタス3世の第3王子であり、幼少期に将軍エパメイノンダスが率いるテーバイに人質となっていた。人質といっても牢獄に幽閉されるような暮らしをしていたわけではなく、ある程度の自由が許されており、彼の才能を見込んだエパメイノンダスの家で教育を受けた。この時代に、ピリッポスはファランクス、エパメイノンダス考案の斜線陣などのテーバイ軍の陣形を学んだといわれている。兄王ペルディッカス3世の崩御後、帰国したピリッポスは紀元前359年から甥王アミュンタス4世の摂政を務めた後、マケドニアのバシレウスに即位する。
ピリッポス2世が即位した頃のマケドニアは、まさに内憂外患の時代であった。外ではアテナイやイリュリア人などの周辺勢力の侵略を受け、内では王族のパウサニアスがバシレウスを狙っていた。ピリッポス2世はある時は外交で、またある時は軍事力で、これらの問題を一つ一つ解決していった。
紀元前5世紀後期から少しずつ強国になっていたマケドニアを、ピリッポス2世は飛躍的に成長させた。彼は軍制改革を推し進めてマケドニア軍をギリシア最強の軍隊とし、領土を飛躍的に拡大させ、古代ギリシアの先進地域であった南部諸ポリスの抗争に積極的に介入した。紀元前356年には、金鉱の開発を促進し、また軍事防衛の拠点とする都市ピリッポイ（聖書においてピリピ、フィリピとして知られる）を創設している。
最初の介入は紀元前356年に始まる第三次神聖戦争である。テッサリアからの支援要請を受けたピリッポス2世はフォキスと戦い、緒戦では苦戦するも、紀元前352年のクロコスの戦いでこれを下した。紀元前346年にマケドニア軍がフォキスを制圧して第三次神聖戦争は終結した。
紀元前342年、ピリッポス2世はアリストテレスを招いて、王子アレクサンドロス（のちの大王）の「家庭教師」とした。都ペラから離れた「ミエザの学園」で、紀元前340年までアレクサンドロスとその「学友」を教えさせた。この「学友」たちが、のちに彼を支える将軍となった。
紀元前338年にカイロネイアの戦いでアテナイ・テーバイ連合軍を破り、コリントス同盟を成立させ、スパルタを除く全ギリシアに覇権を唱えた。さらにペルシア遠征を目指したが、娘のクレオパトラとエピロス王アレクサンドロス1世との祝宴の席で護衛のパウサニアスにより暗殺され、ペルシア遠征の大事業は息子のアレクサンドロス3世に引き継がれた。
仲が悪く離婚していた元妻オリュンピアス（アレクサンドロス3世の母）が、暗殺の黒幕として永く取りざたされている。これについてはアレクサンドロスが関与したという説の他、いくつか有力な説があるため、いまだに曖昧である。また、紀元前357年頃にマケドニア南部のメトネ市(en)攻略戦で、矢傷により右目を失った。

## マケドニア式ファランクスの創始
ピリッポス2世は、テーバイの人質時代に長槍を携えた重装歩兵の密集陣形であるファランクスを学び取り、さらに長い槍「サリッサ」の採用および方陣の大型化によりマケドニア式のファランクスを創始した。サリッサは4.0- 6.4メートルにもなる槍で、他のギリシアの重装歩兵の装備した槍よりも長く、その分リーチが長くなっており、その上、後ろの兵士の槍もより多く突き出すことができるという優れたものであった。また、ピリッポスは、他のギリシア人が重装歩兵を主戦力としたのに対し、騎兵と歩兵をうまく組み合わせた戦術を用い、例えばカイロネイアの戦いでは中央のファランクス部隊に敵を引き付けさせて敵の陣形に割れ目を作り、そこに騎兵を突入させて勝利を得た。ピリッポスの考え出したマケドニア式ファランクスという新戦術は当時は無敵であり、全ギリシアを征服するのみならず、息子アレクサンドロス3世によるペルシア征服まで成し遂げたほど強力なものだった。こうしてマケドニア式のファランクスは、ローマ軍の散開戦術に敗れるまで、地中海世界周辺で200年近くにわたって一世を風靡した。

## オリュンピアとの関わり
ピリッポス2世は全ギリシア的大祭であるオリュンピア大祭に参加し、戦車競技で優勝した。この知らせはアレクサンドロス3世の出生とほぼ同時期にピリッポスの元に届いた。ピリッポスは古代オリンピック優勝を大いに喜び、未だ幼名であった彼の妻の名を、オリュンピアにちなんでオリュンピアスにした。更に生まれた子供に、マケドニア人で史上初めて古代オリンピックに参加したアレクサンドロスの名前を付けたという。

### フィリペイオン

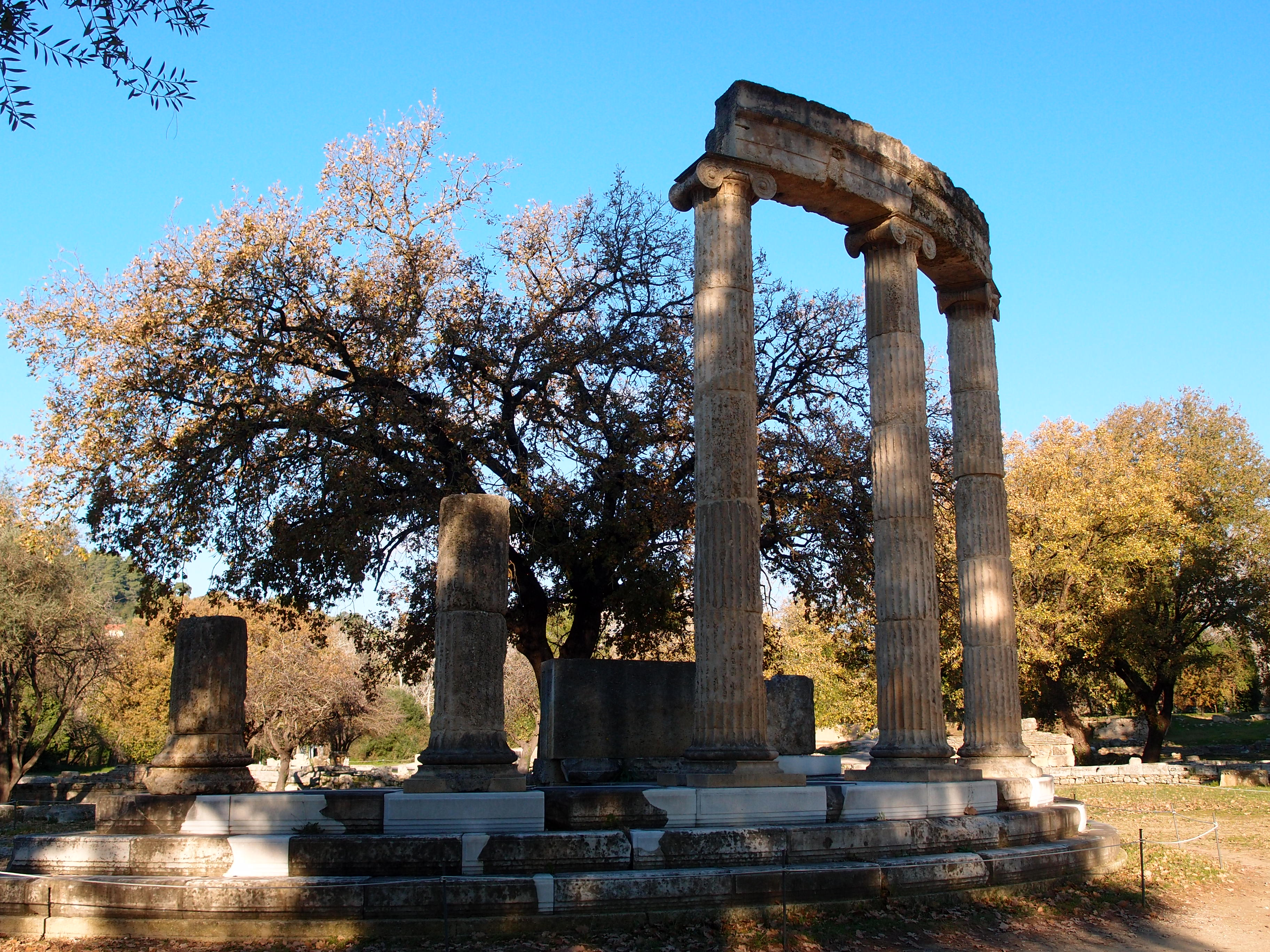
フィリペイオン

また、カイロネイアの戦いの勝利を記念し、古代オリンピック開催地であるオリュンピアにフィリペイオンというトロス（円形建築物）を献納した。このフィリペイオンはピリッポス2世の治世では完成することができず、彼の跡を継いだアレクサンドロス3世の治世で完成した。これは外側に18本のイオニア式の円柱、内側に9本のコリント式の円柱を持つ直径15.25mの建物であり、古代において最も優美な建築物のひとつと賞賛されている。

## 子女
イリュリア王バルデュリスの娘アウダタとの間に1女をもうけた。
- キュナネ（英語版） - マケドニア王アミュンタス4世と結婚

ピリンナとの間に1男をもうけた。
- アリダイオス（紀元前359年 - 紀元前317年） - 庶子、マケドニア王（ピリッポス3世、紀元前323年 - 紀元前317年）

エペイロス王ネオプトレモス1世の娘オリュンピアスとの間に1男1女をもうけた。
- アレクサンドロス3世（大王）（紀元前356年 - 紀元前323年） - マケドニア王（紀元前336年 - 紀元前323年）
- クレオパトラ（英語版）（紀元前355/4年 - 紀元前308年） - 紀元前336年に母方の叔父にあたるエペイロス王アレクサンドロス1世と結婚

テッサリア人のニケシポリスとの間に1女をもうけた。
- テッサロニカ（紀元前352/345年 - 紀元前295年） - マケドニア王カッサンドロスと結婚

アッタロスの姪クレオパトラ・エウリュディケとの間に1男1女をもうけた。
- エウローペー（英語版）（? - 紀元前336年）
- カラノス（? - 紀元前336年） - アレクサンドロス3世により処刑された

## 参考資料
- 原随園『アレクサンドロス大王の父』新潮選書、1974年
- ポンペイウス・トログス / ユスティヌス抄録『地中海世界史』合阪學 訳、京都大学学術出版会〈西洋古典叢書〉、1998年